# Fanning Springs
La ville de Fanning Springs est située dans les comtés de Gilchrist et Levy, dans l’État de Floride, aux États-Unis. Sa population s’élevait à 764 habitants lors du recensement de 2010, estimée à 991 habitants en 2016.

## Démographie
| 1970 | 1980 | 1990 | 2000 | 2010 | - |
| ---- | ---- | ---- | ---- | ---- | - |
| 115  | 314  | 493  | 737  | 764  | - |

## Source
- (en) Cet article est partiellement ou en totalité issu de l’article de Wikipédia en anglais intitulé « Fanning Springs, Florida » (voir la liste des auteurs).